# Председатель Палестинской национальной администрации
Председатель Палестинской национальной администрации (араб. رئيس السلطة الوطنية الفلسطينية‎) — высшее должностное лицо Палестинской национальной администрации (ПНА).
Пост введён в 1994 году одновременно образованием ПНА, созданной в результате Соглашений в Осло между Израилем и Организацией освобождения Палестины (ООП). Первым её председателем стал председатель исполкома ООП Ясир Арафат. С 2004 по 2013 год — Махмуд Аббас.
5 января 2013 года указом Председателя ПНА М. Аббаса о её переименовании в частично признанное Государство Палестина должность упразднена.
При этом, ряд стран, имевших отношения с ПНА, но не признавших Государство Палестина, сохраняют свои взаимоотношения с ПНА.

## Полномочия
Председатель ПНА является верховным главнокомандующим вооруженными силами. Он определяет внешнюю и частично внутреннюю политику автономии, назначает премьер-министра и утверждает состав правительства, имеет полномочия снять главу правительства с поста в любое время. Председатель имеет право распустить парламент и назначить внеочередные досрочные выборы.

## Председатели ПНА
- Ясир Арафат (Абу Аммар): 5 июля 1994 — 11 ноября 2004;
- Махмуд Аббас (Абу Мазен): 15 января 2005 — 5 января 2013

## Термин
Арабское слово رئيس (раи́с) имеет значение «начальник», «глава». Им же обозначают президентов. По традиции главу Палестинской национальной администрации чаще называют председателем, а главу частично признанного Государства Палестина — президентом.
При этом, в официальном письме Ицхаку Рабину от 4 мая 1994 года, Ясир Арафат, после его прибытия на палестинские территории в результате Соглашений в Осло, обязался  не использовать титул «Президент», а именовать себя «Председателем  Палестинской администрации» или «Председателем ООП». В совместных российско-палестинских дипломатических документах последних лет также упоминается Палестинская национальная администрация, а не Государство Палестина.